# A Century of Cinema
Pour plus de détails, voir Fiche technique et Distribution.
A Century of Cinema est un film documentaire américain réalisé par Caroline Thomas en 1994.

## Synopsis
Un siècle de cinéma vu par quelques-uns de ses plus prestigieux représentants.

## Fiche technique
- Réalisation : Caroline Thomas
- Scénario : Bob Thomas
- Productrice : Caroline Thomas
- Montage : William Cole
- Producteur exécutif : Patrick Montgomery et Sam Summerlin
- Coproducteur  : Bob Thomas
- Producteur associé : Linda Marcella Fuoco
- Durée : 72 min

## Distribution
Dans ce film documentaire, tous les acteurs jouent leur propre rôle. Dans l'ordre alphabétique :
- Richard Attenborough
- Dan Aykroyd
- Kim Basinger
- Milton Berle
- George Burns
- Tim Burton
- Nicolas Cage
- Marge Champion
- Geraldine Chaplin
- Chevy Chase
- Roger Corman
- Kevin Costner
- Billy Crystal
- Tony Curtis
- Joe Dante
- Kirk Douglas
- Robert Downey Jr.
- Clint Eastwood
- Alice Faye
- Sally Field
- Jane Fonda
- Harrison Ford
- Morgan Freeman
- Kathryn Grayson
- Jack Haley Jr
- Charlton Heston
- Bob Hope
- Anthony Hopkins
- Bob Hoskins
- Norman Jewison
- Jessica Lange
- Spike Lee
- Shirley MacLaine
- Bette Midler
- Ann Miller
- Liza Minnelli
- Demi Moore
- Maureen O'Hara
- Sidney Poitier
- Richard Pryor
- Dennis Quaid
- Burt Reynolds
- Julia Roberts
- Cesar Romero
- Mickey Rooney
- Meg Ryan
- Mark Rydell
- Arnold Schwarzenegger
- Steven Spielberg
- James Stewart
- Meryl Streep
- Donald Sutherland
- Jessica Tandy
- Paul Verhoeven
- Denzel Washington
- Shelley Winters
- Robert Wise